# 山崎養世
山崎 養世（やまざき やすよ、1958年10月20日 - ）は、日本の実業家であり、経済評論家である。元総務省顧問。元ゴールドマン・サックス投信株式会社代表取締役社長兼ゴールドマン・サックス本社パートナー、ゴールドマン・サックス・アセット・マネージメント・ジャパン・リミテッド社長。くにうみアセットマネジメント株式会社代表取締役。一般社団法人「太陽経済の会」代表理事。成長戦略総合研究所理事長。山海投資有限公司董事長。緑創顧問管理(海南)有限会社副董事長。国土交通省・観光庁の「観光地域づくり法人（DMO）」アドバイザー。AXION VENTURES INC Executive Chairman。
様々な政策提言を行っており、「高速道路無料化」、「陽光経済」論者として知られる。

## 人物
1958年（昭和33年）、福岡県生まれ。福岡県立修猷館高等学校を経て、東京大学経済学部卒業。
大学卒業後は大和証券に入社し、国際金融、デリバティブ、証券化、不動産投資、年金運用、投資信託などを担当した。この間山崎が開発に携わった証券化投資信託商品 『ジャンボ・アルファ』は、1990年度日経金融新聞最優秀商品賞（日経金融新聞）を受賞している。その後、カリフォルニア大学ロサンゼルス校でのMBAの取得を経て、1994年（平成6年）にはアメリカ合衆国を拠点とする投資銀行・ゴールドマン・サックス社に転じ、日本における資産運用業務の開始を担った。
1994年の日米包括経済協議に米側代表として参加。グローバル投資(米欧中心)の導入と信託指定単/LPS方式を提唱、改革案を作成するなどして歴史的な合意に貢献した。ゴールドマンサックス投信代表として、投資信託グローバル運用でNo.1の実績をあげた。1996年の業務開始後2年間で投信・投資顧問を合わせて約3兆円の運用資産を獲得。公的年金の最大投資顧問会社や簡保の最大級の運用会社、企業年金トップ10のうち 8 社から受託するなど数多くの実績を作り、日経金融新聞のグローバル運用部門のランキングで連続1位の評価を得る。1996年、投資信託協会の理事としてJ-REIT創設に携わった。
2002年（平成14年）3月、ゴールドマン・サックス社を退社。同年4月に行われた徳島県知事選挙に無所属で立候補し、「高速道路無料化」を政策の柱として戦ったが、民主党・日本共産党・社会民主党が推薦した大田正に敗れた。その後は民主党との距離を縮め、2003年（平成15年）11月、山崎が提案した、「高速道路無料化」、及び「郵政資金の中小企業への活用」が民主党のマニフェストに採用され、民主党の閣僚予定者として国土交通大臣就任予定者に指名された。
2009年（平成21年）10月には総務省顧問に就任し、OECDに評価を依頼し、GPIFのガバナンス体制の抜本的な改革、及び体制改善後の運用改革を提言。その結果、2014年にはGPIFによるオルタナティブ資産(インフラ・不動産・PE等)への投資が可能になった。
2012年2月、くにうみアセットマネジメント株式会社を設立して代表取締役に就任。2018年10月、岡山県瀬戸内市にて約235MWという日本最大級の太陽光発電所「瀬戸内Kirei太陽光発電所」を開発して商業運転を始めた。

## 経歴
- 1977年（昭和52年）3月 福岡県立修猷館高等学校卒業
- 1982年（昭和57年）3月 東京大学経済学部卒業
- 1982年（昭和57年）4月 大和証券入社
  - 1988年 カリフォルニア大学ロサンゼルス校(UCLA)経営大学院修了（MBA）
- 1994年（平成6年）1月 ゴールドマン・サックス入社
  - 1997年11月 本社マネージング・ディレクター
  - 1998年1月 ゴールドマン・サックス投信代表取締役社長
  - 1998年11月 ゴールドマン・サックス本社パートナー
  - 1999年12月 ゴールドマン・サックス・アセット・マネージメント・ジャパン・リミテッド社長
  - 2002年3月 退社
- 2009年2月: 一般社団法人 太陽経済の会を設立、代表理事に就任
- 2009年（平成21年）10月 総務省顧問
- 2009年（平成21年）12月 成長戦略総合研究所を設立
- 2012年2月: くにうみアセットマネジメント株式会社を設立、代表取締役に就任
- 2019年11月：EHL Advisory Services日本ナレッジパートナー　日本代表に就任
- 2020年2月: 山海投資有限公司（Sankai Investment Company Limited 。くにうみアセットマネジメント株式会社と東方蔵山資産管理有限公司の合弁会社）　董事長に就任
- 2020年2月: 国土交通省・観光庁の「観光地域づくり法人（DMO）」アドバイザー
- 2020年4月： AXION VENTURES INC Executive Chairmanに就任
- 2020年7月：緑創顧問管理(海南)有限会社副董事長に就任

## 著作
- 『日本列島快走論～高速道路を無料にして日本再生へ～』(2003年)
- 『高速道路はタダになる！ 大人のための税金の絵本』(吉田寛との共著 2004年)
- 『大逆転の時代 日本復活の最終処方箋』(2004年)
- 『勝つ力 ビジネスの勝ち方は学ぶことができる』(2004年)
- 『だまされるな！郵政民営化』(荒井広幸・八木沢徹らとの共著 2005年)
- 『米中経済同盟を知らない日本人』(2007年)
- 『道路問題を解く～ガソリン税、道路財源、高速道路の答え～』(2008年)
- 『次のグローバル・バブルが始まった！』(2008年)
- 『日本「復活」の最終シナリオ 「太陽経済」を主導せよ!!』(2009年)
- 『環東京湾構想―新たな成長と人間本来の生き方のために』(竹村真一との共著 2009年)
- 『勝つ力―これからの時代、成功するための8つの鉄則 (文春文庫) (文庫)』(2010年)
- 『ジャパン・ショック～国債暴落から始まる世界恐慌』（2010年　祥伝社新書社出版）
- 『陽光経済』（中国語版）（2019年8月　中信出版社出版）
- 『21世紀型大恐慌 「アメリカ型経済システム」が変わるとき』（2020年11月　PHP研究所）

## 近来の記事
- 『新型コロナ禍がもたらす戦後最大の経済危機に備えよ』(2020年　JBpress)
- 『21世紀型世界大恐慌の足音が聞こえる』(2020年　JBpress)